# Nova Scotia Route 340
De Nova Scotia Route 340 is een weg in de Canadese provincie Nova Scotia. De weg loopt van Hebron, ten noorden van Yarmouth, naar Weymouth en is 80 kilometer lang. 

## Geschiedenis
Tot 1970 stond de Route 340 bekend als Route 40.